# María de las Nieves Téllez-Girón y Sandoval
María de las Nieves Téllez-Girón y Sandoval (ca. 1660 — Madrid, 7 de juny de 1732) va ser una aristòcrata castellana, filla dels ducs d'Osuna. Va esdevenir duquessa consort de Medinaceli pel seu matrimoni amb el IX duc Luis Francisco de la Cerda y Aragón, amb qui va arribar a tenir una filla que, tanmateix, va morir de forma prematura, i va deixar sense descendència directa el ducat.

## Biografia
Era filla del V duc d'Osuna, Gaspar Téllez-Girón y Sandoval i de la IV duquessa d'Uceda, Feliche de Sandoval y Ursino.

### Matrimoni
Es va casar amb un parent seu, el duc de Medinaceli Luis Francisco de la Cerda a l'església de Santa María la Real de la Almudena el 2 de febrer de 1678; la seva relació de parentesc procedia de que María de las Nieves era cosina germana de la mare del duc. El matrimoni va tenir una única filla, Catalina, que va néixer el 20 de desembre de 1678 a Lucena. Just després els ducs van marxar a Madrid, i és a la capital espanyola on va morir la seva filla prematurament el 1681, sense que el matrimoni arribés a tenir més fills.
Ran de la mort de l'hereva i del duc, el ducat es va quedar sense successió directa i va passar a través de Feliche María de la Cerda y Aragón al nebot de Luis Francisco, Nicolás.

### Mort
María de las Nieves havia estat reclosa al convent d'observants de San Francisco de Madrid des de feia anys. Quan es va assabentar que el seu marit havia mort empresonat al castell de Pamplona, la duquessa ja no va voler abandonar el convent i va residir-hi fins a la seva mort i, de fet, hi va ser enterrada el 1732.
D'acord amb el testament del duc, María de las Nieves com a vídua va rebre una pensió de 220.000 rals, consignats de la meitat de les rendes dels estats d'El Puerto de Santa María i Comares.